# Lionel Snell
Lionel Snell (* 1945 in Hertfordshire; Pseudonyme: Ramsey Dukes; Lemuel Johnston) ist ein englischer Okkultist, der als Autor von Büchern über Magie und Philosophie Bekanntheit erlangte.

## Leben
In seiner Jugend wurde Snells Bildung durch eine Reihe von Stipendien gefördert. Er ging nach Cambridge, wo er sich auf Mathematik spezialisierte.
Seit 1972 schreibt Snell Bücher zum Thema Okkultismus, teils in humoristischem Stil, die Einfluss auf die Magie des späten 20. Jahrhunderts haben sollten.
1973 veröffentlichte er in der 4. Ausgabe des Agape magazine unter dem Titel Spare Parts eine Einführung in die Theorie und Praxis des britischen Okkultisten Austin Osman Spare, die ihn mit der Chaosmagie-Bewegung in Verbindung brachte. Zu dieser Zeit bereitete das Ehepaar Grant seine Werke zu Spare erst vor.
Im Jahre 1977 vollführte Snell nach eigenen Angaben das Abramelinritual.
Zu seinen bekanntesten Werken zählt SSOTBME – An Essay on Magic (1974), das unter anderem ins Deutsche übersetzt wurde und weitere Auflagen bekam. Die Abkürzung SSOTBME steht für Sex Secrets Of The Black Magicians Exposed (frei übersetzt: ‚Die Sex-Geheimnisse der Schwarzmagier enthüllt‘).
Das 1987 erschienene Werk Words Made Flesh versteht sich als philosophische Auseinandersetzung mit der Beziehung zwischen Magie und Rationalismus. Der Autor entwickelt darin seine Gedanken über die Wirklichkeit als computergenerierte virtuelle Realität zur Theorie eines magischen „Informationsmodells“.
Snell ist in diversen okkulten Gruppierungen aktiv, wie dem ehemaligen Ordo Templi Orientis.
Seit 2015 betreibt Snell einen YouTube-Kanal, in dem er seine Ideen vorträgt.

## Werke
- SSOTMBE: An Essay on Magic, Its Foundations, Development and Place in Modern Life 1. Ausgabe. Mouse That Spins, 1975, ISBN 0-904311-01-5.
- SSOTMBE Revised: An Essay on Magic. 2., überarbeitete Ausgabe. Mouse That Spins, 2002, ISBN 0-904311-08-2.
- mit Liz Angerford und Ambrose Lee: Thundersqueak. Mouse That Spins, ISBN 0-904311-12-0.
- Words Made Flesh., Mouse That Spins, ISBN 0-904311-11-2.
- BLAST Your Way to Megabuck$ with my SECRET Sex-Power Formula. Mouse That Spins, ISBN 0-904311-13-9
  - deutsch: Zaster-Blaster, Zapp Dir den Weg zum GiGaGeld mit meiner GEHEIMEN SEX-KRAFT-FORMEL.
- mit Adamai Philotunus: The Good, the Bad the Funny. Mouse That Spins, 2002, ISBN 0-904311-10-4.
- What I Did in My Holidays: Essays on Black Magic, Satanism, Devil Worship and Other Niceties. Mandrake Press, 1999, ISBN 1-869928-52-0.
- Uncle Ramsey's Little Book of Demons: The Positive Advantages of the Personification of Life's Problems. Aeon Books, 2005, ISBN 1-904658-09-1.
- How to See Fairies: Discover your Psychic Powers in Six Weeks. Aeon Books, 2011, ISBN 978-1-904658-37-5.
- Hellgate Chronicles.